# Gina Ama Blay

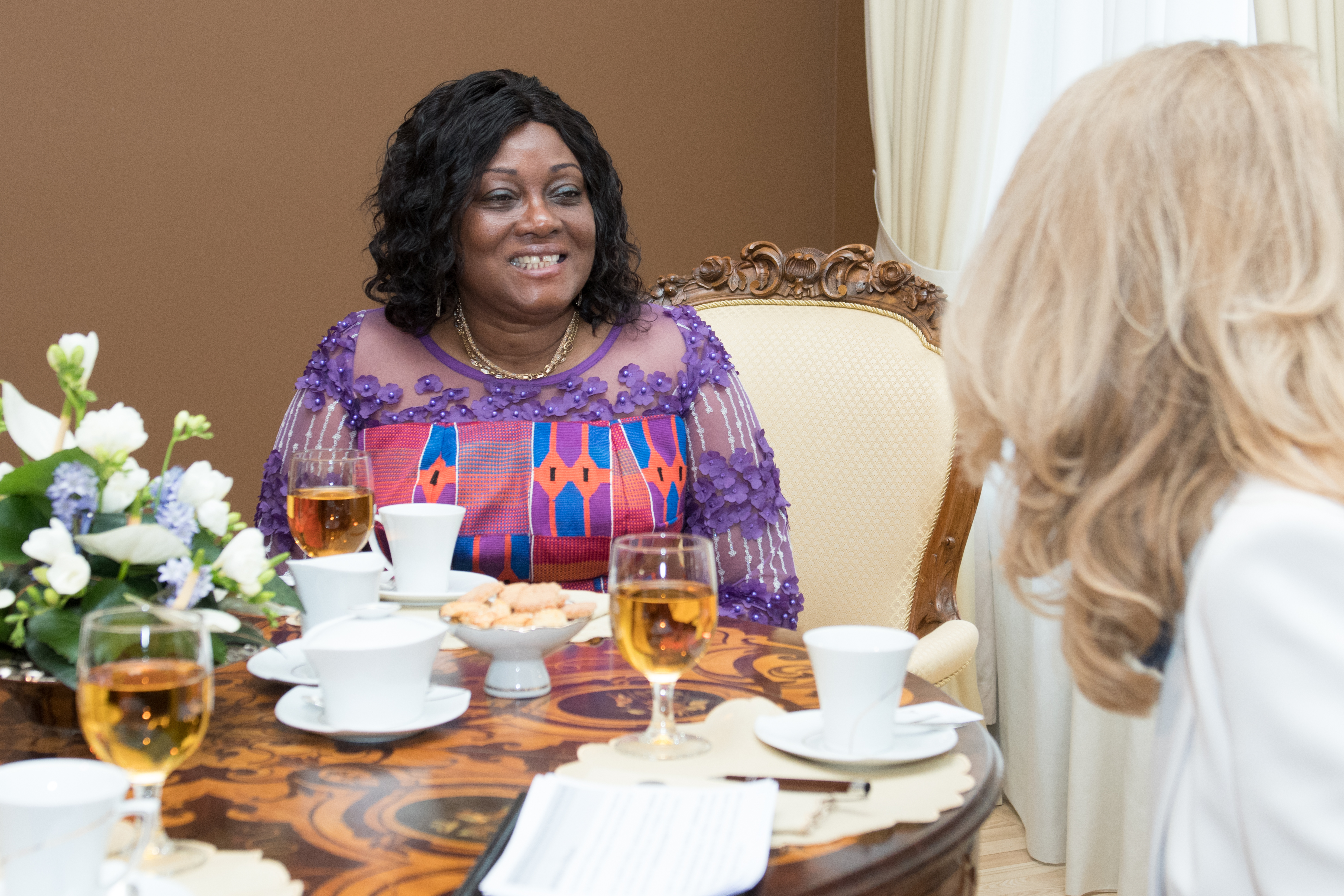
Gina Ama Blay (2018)

Gina Ama Blay (* 29. Oktober 1959 in Ho, Volta Region) ist eine ghanaische Diplomatin, Verlegerin und Medienexpertin. Sie wurde im August 2017 Botschafterin ihres Landes in Berlin.

## Werdegang
Gina Blay absolvierte bis 1975 ein Bachelorstudium in Englisch und Philosophie an der Universität von Ghana in Legon. Sie erhielt dort 1980 ein Postgraduierten-Diplom in Journalismus und Massenkommunikation. Blay nahm an mehreren Seminaren und Weiterbildungen im In- und Ausland teil.
Blay begann ihre Karriere 1981 als Beauftragte Öffentlichkeitsarbeit des Rates für Preise und Einkommen. Im Jahr 1985 wechselte sie in das Management der Achimota Brewery Company, wo sie die Zeitschrift ABC News herausgab. Von 1992 bis 2017 war Blay war Chief Executive Officer (CEO) der Western Publications Ltd. (WPL). Sie gab die Zeitung Daily Guide und andere Publikationen heraus. Unter ihrer Leitung wuchs das Unternehmen von einem Familienunternehmen zum größten privaten Medienhaus des Landes. Zudem war sie Vorstandsvorsitzende der Makola Marketing und zehn Jahre Präsidentin der Private Newspapers Publishers Association of Ghana (PRINPAG). Blay war Aufsichtsrätin, unter anderem der Sozialversicherung SSNIT, von Ghana Telecom, der Ghana News Agency und des Dachverbands World Association of Newspapers. Sie ist Mitglied von Verbänden und Institutionen für Journalismus und Public Relations.
Im Juni ernannt, wurde Gina Ama Blay am 29. August 2017 zur außerordentlichen und bevollmächtigten Botschafterin der Republik Ghana in Deutschland akkreditiert. Als zweite Frau wurde sie Nachfolgerin von Akua Sena Dansua. Nebenakkreditierungen erhielt sie 2018 für Lettland und Litauen.
Blays Ehemann ist der Anwalt und Politiker Freddy Blay. Sie haben drei Kinder.

## Auszeichnungen
Blay wurde mit dem Order of the Volta und weiteren Auszeichnungen des Landes geehrt. Unter anderem wurde sie 2017 als Medienunternehmerin des Jahres und 1986 für die beste Öffentlichkeitsarbeit ausgezeichnet.